# Зелия Бишъп
Зелия Браун-Рийд Бишъп (на английски: Zealia Brown-Reed Bishop) е американска писателка на разкази в жанра хорър.

## Биография
Зелия Бишъп живее в Канзас Сити, щата Мисури. Завършва журналистика в Колумбийския университет и започва да пише разкази и статии. Три нейни творби, в съавторство с Хауърд Лъвкрафт са публикувани в списанието „Weird Tales“. Това са „Проклятието на Ийг“ (The Curse of Yig) – написана през септември 1928 г. и публикувана през ноември 1929 г., „Могилата“ (The Mound) – през декември 1929 г. – януари 1930 г. и публикувана през 1940 г., и „Къдриците на Медуза“ (Medusa’s Coil) – през май-август 1930 г. и публикувана през януари 1939 г.
Тя започва да работи с Хауърд Лъвкрафт случайно: веднъж в Кливланд влиза в книжарницата на Самюел Лъвмен, приятел на Лъвкрафт, който и дава информация за литературните услуги на писателя, който допълва доходите си с редактиране и преработване на работи на други автори. Съвместната им работа е плодотворна: Зелия Бишъп задава идея на разказа, а впоследствие Лъвкрафт я доразвива и пише произведението.